# Fine (Mike Shinoda)
Fine è un singolo del rapper statunitense Mike Shinoda, pubblicato il 1º novembre 2019.

## Descrizione
Si tratta di un brano realizzato dall'artista appositamente per la colonna sonora del film The Blackout, diretto da Egor Baranov. Rispetto a quanto operato con Post Traumatic, Shinoda ha scelto di optare per sonorità elettroniche più pesanti ed ispirate ad artisti come Nine Inch Nails, Gesaffelstein, Depeche Mode e Aphex Twin.

## Video musicale
Il video, pubblicato il 3 dicembre 2019, è stato diretto da Egor Baranov e Dmitri Komm e alterna scene del film con altre in cui Shinoda canta il brano e tiene sotto controllo la Terra mettendola a ferro e fuoco.

## Tracce
Testi e musiche di Mike Shinoda.
1. Fine – 3:34